# Neceaiivka, Izeaslav
Neceaiivka (în ucraineană Нечаївка) este un sat în comuna Tîșevîci din raionul Izeaslav, regiunea Hmelnîțkîi, Ucraina.

## Demografie
Componența lingvistică a localității Neceaiivka
     Ucraineană (100%)
Conform recensământului din 2001, toată populația localității Neceaiivka era vorbitoare de ucraineană (100%).